# Krone (Gewichtseinheit)
Die Krone war in Deutschland und in der Schweiz eine Gewichtseinheit.

## Deutschland
Das Gewicht Krone, mit Kronengewicht bezeichnet, war in Deutschland eine Maßeinheit für verarbeitetes Gold. Die Krone konnte in Halbe, Viertel, Achtel usw. geteilt werden. Die Einsätze enthielten somit Gewichtsstücke von 2, 4, 8, 16, 32, 64 und 128 Kronen. Verarbeitetes Gold musste 18- oder 14-karätig und gestempelt sein. Kronengold war 18-karätig mit zusätzlichen 6 Karat Fremdmetalle. Das wurde auch mit rauhe Mark bezeichnet. Später war das Kronengold nur noch 14-karätig gestempelt. Die Mark hatte 69 ½ Kronen.
- 1 Krone = 3,3648 Gramm

## Schweiz
Krone war eine Schweizer Masseneinheit und wurde als Goldgewicht genutzt. Man unterschied in ein altes und ein neues Maß. Das Maß konnte in Viertel und Sechzehntel, auch Vierundsechzigstel geteilt werden.
- 1 Krone (alt) = 3,365535 Gramm[1]
- 100 Gramm = 29 71/100 Kronen (alt)